# Musca agilis
Musca agilis är en tvåvingeart som beskrevs av Harris 1780. Musca agilis ingår i släktet Musca, ordningen tvåvingar, klassen egentliga insekter, fylumet leddjur och riket djur. Inga underarter finns listade i Catalogue of Life.